# Johann Georg von Eckhart
Pour les articles homonymes, voir Eckhart.
Johann Georg von Eckhart (7 septembre 1664, Duingen - 9 février 1730, Wurtzbourg) est un historien et bibliothécaire allemand.

## Biographie
Secrétaire de Gottfried Wilhelm Leibniz au début du XVIIIe siècle, il est professeur d'histoire en 1706 à l'université de Helmstadt, puis bibliothécaire à Hanovre en 1714 ; il quitte secrètement cette ville en 1723, abjure le luthéranisme à Cologne et obtient en 1724 à Wurtzbourg, par le crédit du pape, les charges de conseiller épiscopal, d'historiographe et de bibliothécaire de l'université.
Il participe en 1725 à la tromperie des fausses pierres de Wurtzbourg à l'encontre du doyen de l'université, Johann Bartholomeus Adam Beringer. Le procès et le scandale lui font perdre son poste et son accès privilégié à la bibliothèque et aux archives, ce qui ralentit ses propres recherches historiques, lesquelles étaient inachevées à sa mort

## Principaux ouvrages
- Leges Francorum Salicae Et Ripuariorum, Francfort, 1720 ;
- Origines Habsburgo-Austriaca, 1721 ;
- Historia genealogica principum Saxoniae superioris, 1722 ;
- Corpus historiae medii sevi, a tempore Caroli Magni usque ad finem sireuli XV, 1723 ;
- Commentant de rébus Franciae orientalis, 1729 ;
- De Origine Gerinanorum, migrationibus ae rébus gestis, 1750.

On lui doit en outre des recherches étymologiques et la publication des Collectanea etymolagica (1717), de Gottfried Wilhelm Leibniz.

## Source
Cet article comprend des extraits du Dictionnaire Bouillet. Il est possible de supprimer cette indication, si le texte reflète le savoir actuel sur ce thème, si les sources sont citées, s'il satisfait aux exigences linguistiques actuelles et s'il ne contient pas de propos qui vont à l'encontre des règles de neutralité de Wikipédia.